# Železniční trať Olomouc–Šumperk
Železniční trať Olomouc–Šumperk (v jízdním řádu pro cestující označená číslem 290) je jednokolejná elektrizovaná trať. Trať vede z Olomouce přes Uničov do Šumperka. Provoz na trati byl zahájen v úseku Olomouc–Šternberk v roce 1870, na úseku Šternberk–Šumperk pak o tři roky později. V roce 2015 patřila tato trať mezi tři nejvytíženější neelektrizované tratě v České republice, což bylo jedním z důvodů pro její následnou elektrizaci. Denně po ní vlaky přepraví přes 7 tisíc cestujících. V prvním čtvrtletí roku 2024 byl nejvytíženější úsek Olomouc-Bohuňovice s 85 vlaky za den, nejméně vytížený pak Uničov-Šumperk s 30 vlaky za den.

## Elektrizace
Trať byla elektrizována po celé délce, první etapa rekonstrukce s elektrizací (Olomouc–Uničov) byla zahájena v roce 2019 a následně byla uvedena do elektrického provozu v prosinci 2022. Elektrizace zbývajících úseků do Šumperka byla zahájena v roce 2021. Cílem bylo zkvalitnění dopravy na trati, maximální rychlost 90 km/h byla v úseku Olomouc–Uničov zvýšena až na 160 km/h. V úseku Uničov–Šumperk byla dosavadní maximální rychlost zvýšena na 100 km/h. Díky tomuto se jízdní doba mezi Olomoucí a Šternberkem měla zkrátit z 20 minut na 8 minut, mezi Olomoucí a Uničovem ze 42 minut na 17 minut a v celém úseku Olomouc–Šumperk z 83 minut na 58 minut. Dále byla provedena oprava všech stanic a zastávek, vybudování bezbarierových přístupů na nástupiště, zabezpečení přejezdů, provedení protihlukových opatření a posunutí nástupišť z dřívější stanice Troubelice blíže k centru obce. Celkové náklady tohoto projektu se odhadují na 5,3 miliardy korun. Po dokončení elektrizace trati nasadily České dráhy do provozu výhradně elektrické dvouvozové soupravy RegioPanter, které jsou s dodáváním nových jednotek nahrazovány za třívozové. V jízdním řádu 2024/25 trvá cesta z Šumperka do Olomouce 63 minut zastávkovým vlakem. Některé vlaky jsou mezi Uničovem a Olomoucí zrychlené. Cesta Olomouc – Uničov trvá zastávkovým vlakem 33 minut a zrychleným 17-36 minut dle počtu a délek jednotlivých zastavení (zpět 18-26), dále do Šumperka pak celkem 50 minut.

## ETCS
V úseku Olomouc–Uničov je trať vybavena vlakovým zabezpečovačem ETCS. V lednu 2023 pak zde byl zahájen jako na první trati v České republice výhradní provoz vlaků pod ETCS. Zpočátku docházelo k velkému počtu výpadků a nouzových zastavení vlaků, situace se však postupně zlepšila.

## Stanice a zastávky

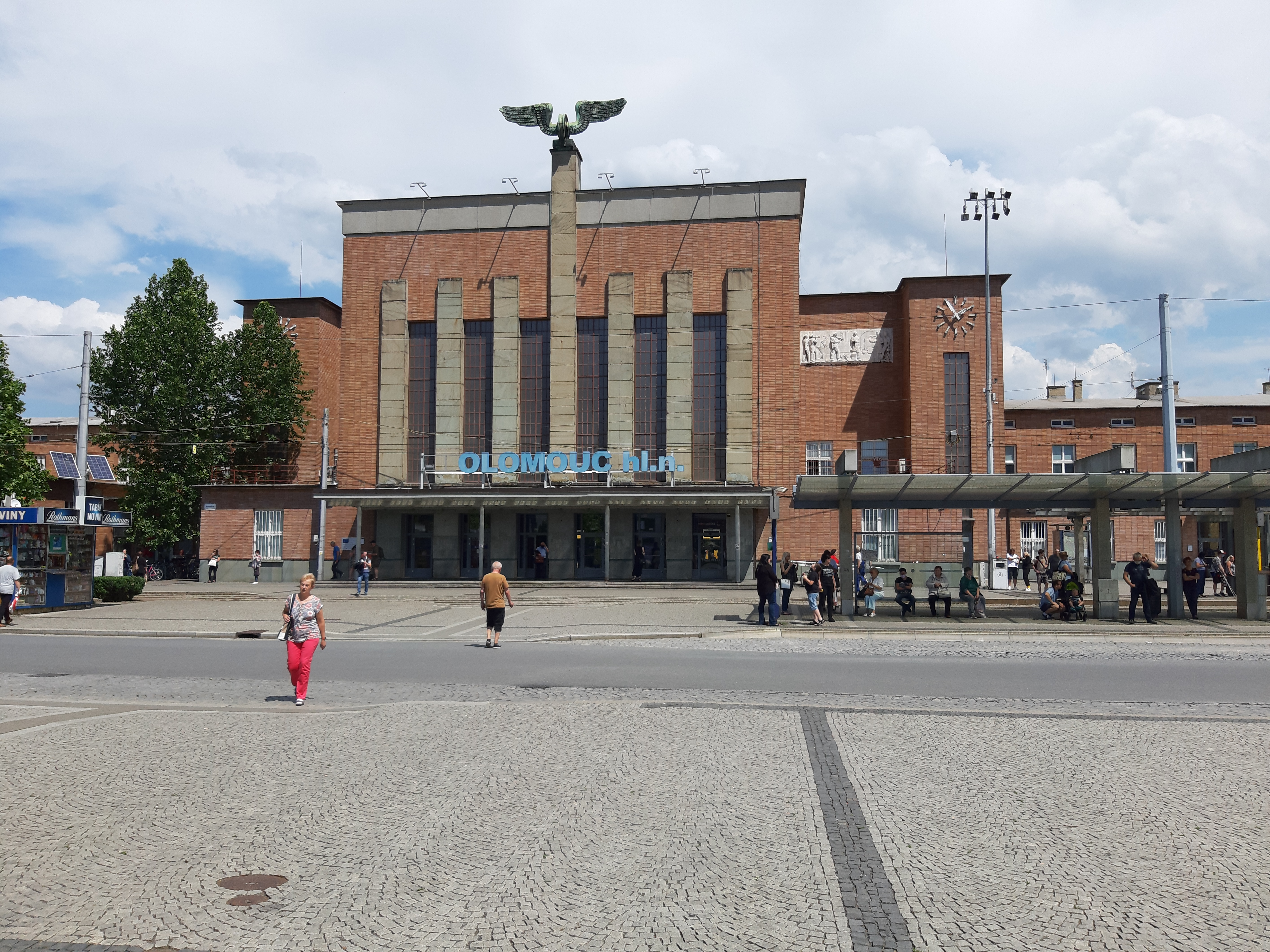
Olomouc hlavní nádraží
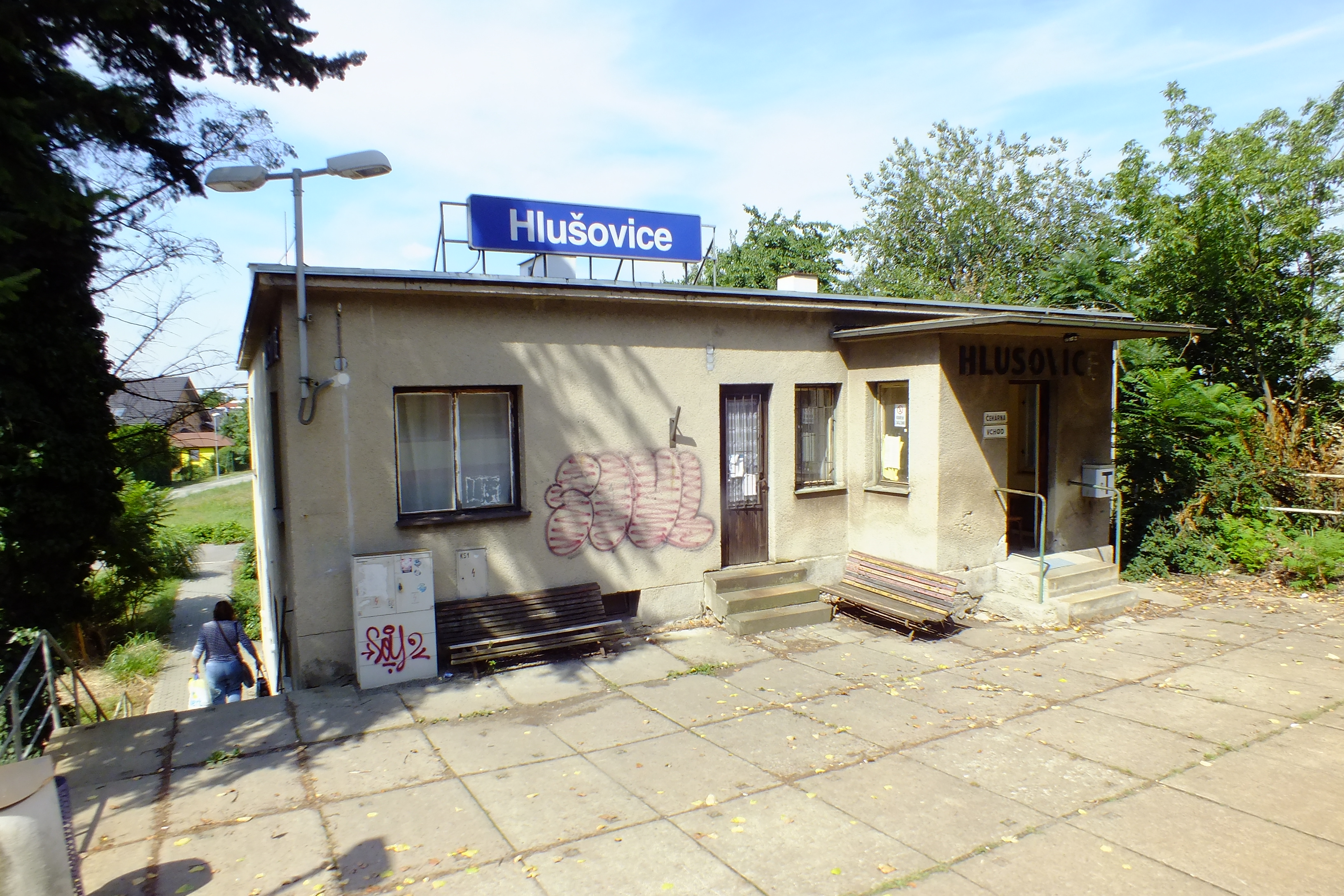
Hlušovice
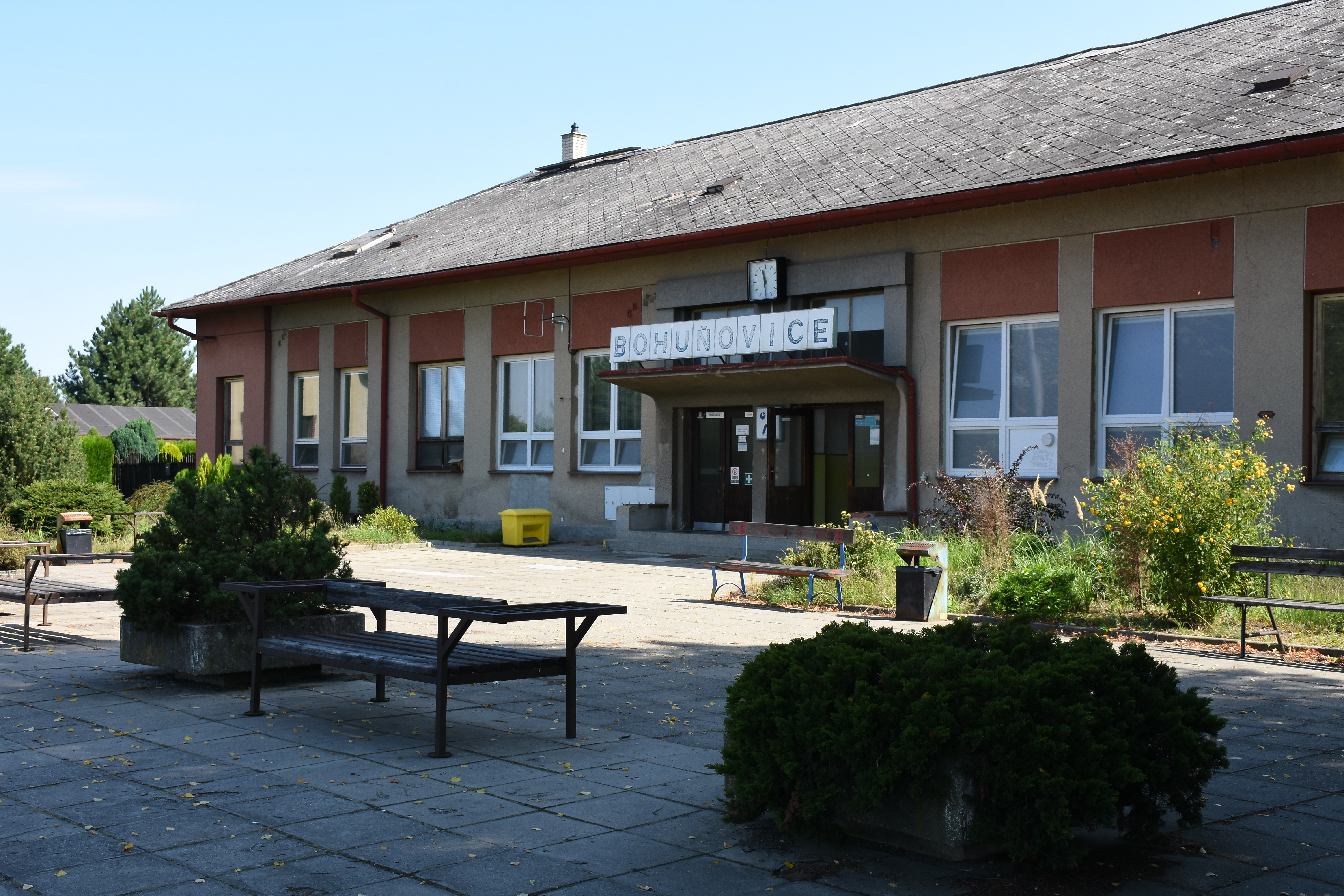
Bohuňovice (budova před rekonstrukcí)
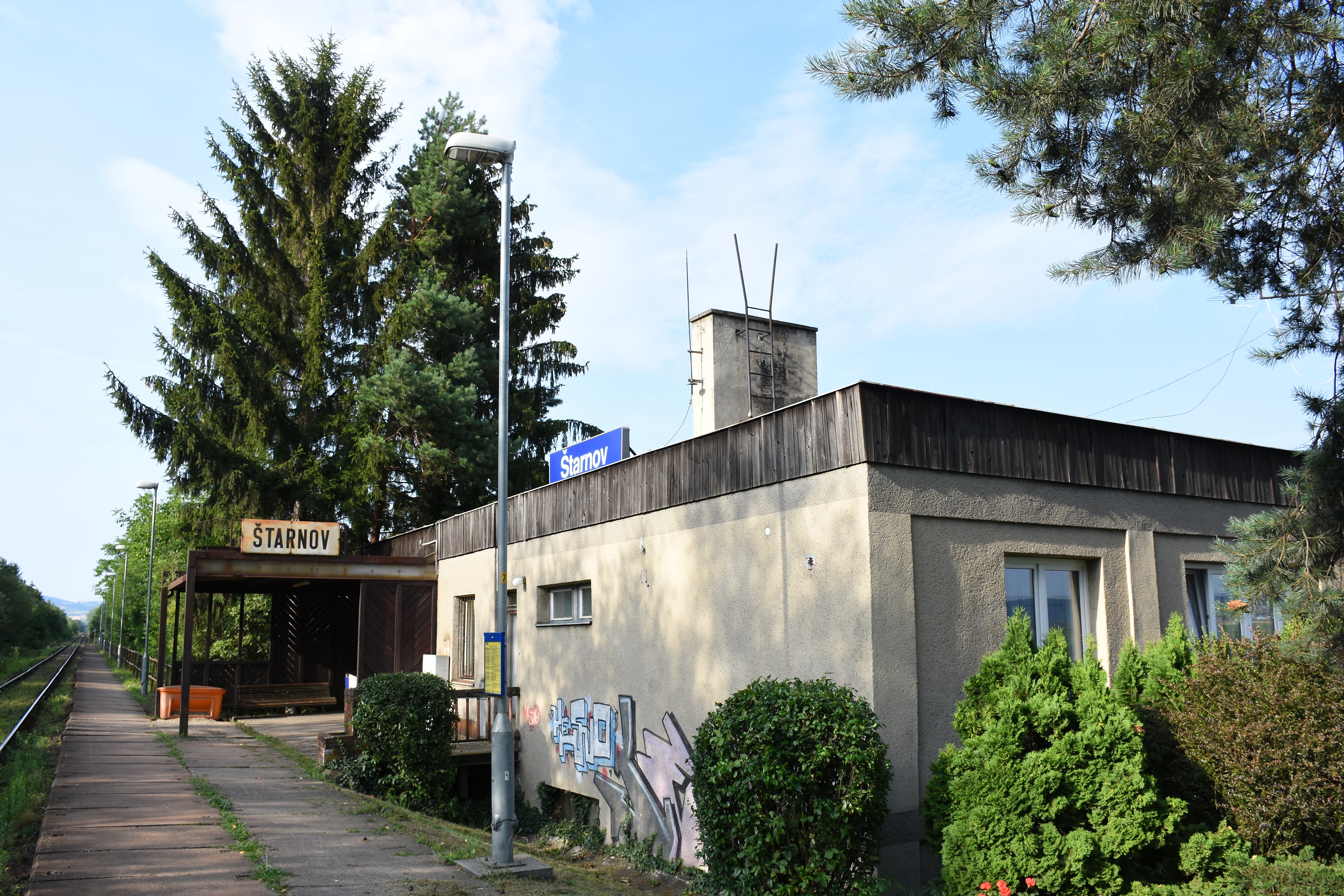
Štarnov
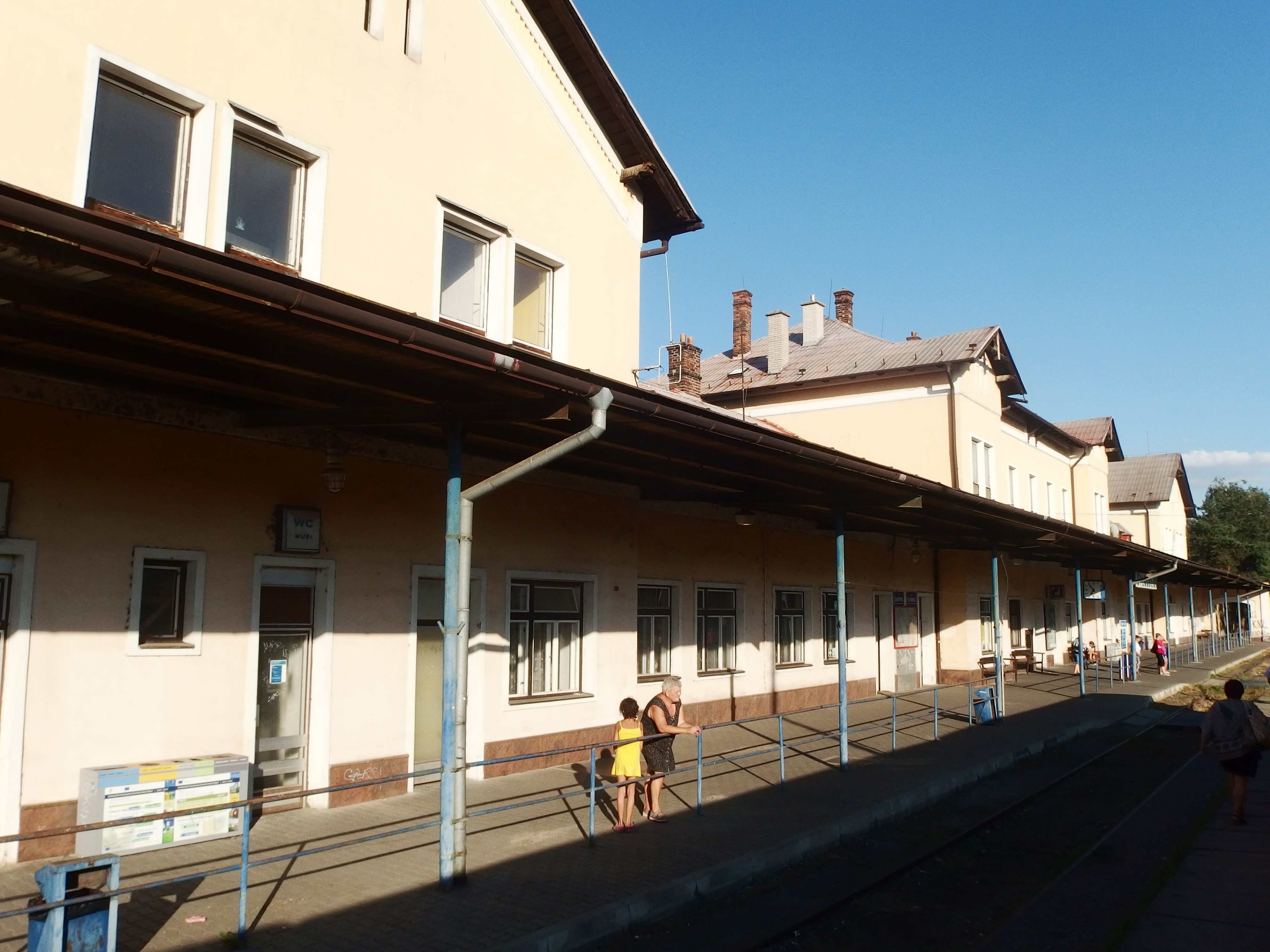
Šternberk
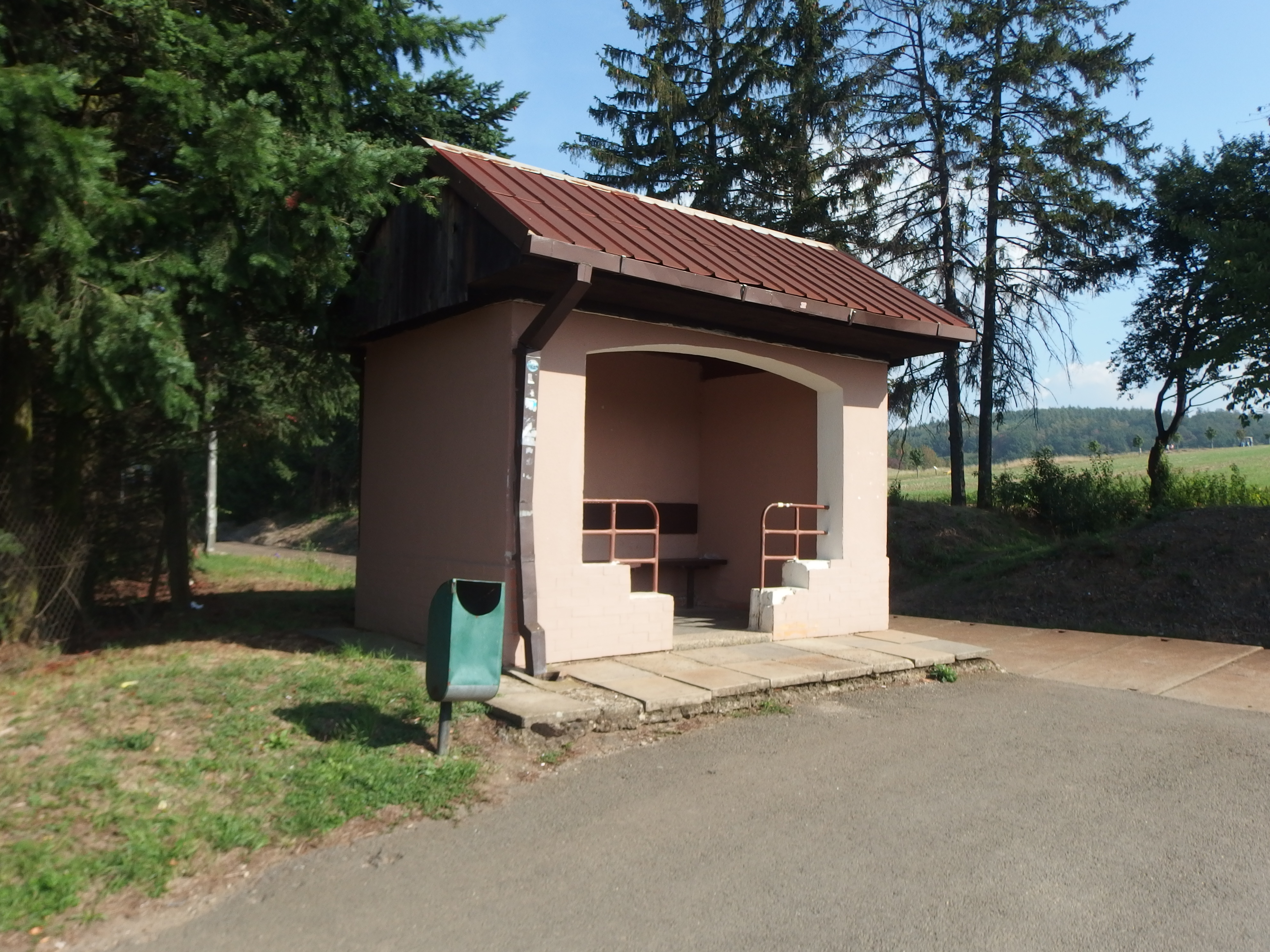
Babice u Šternberka
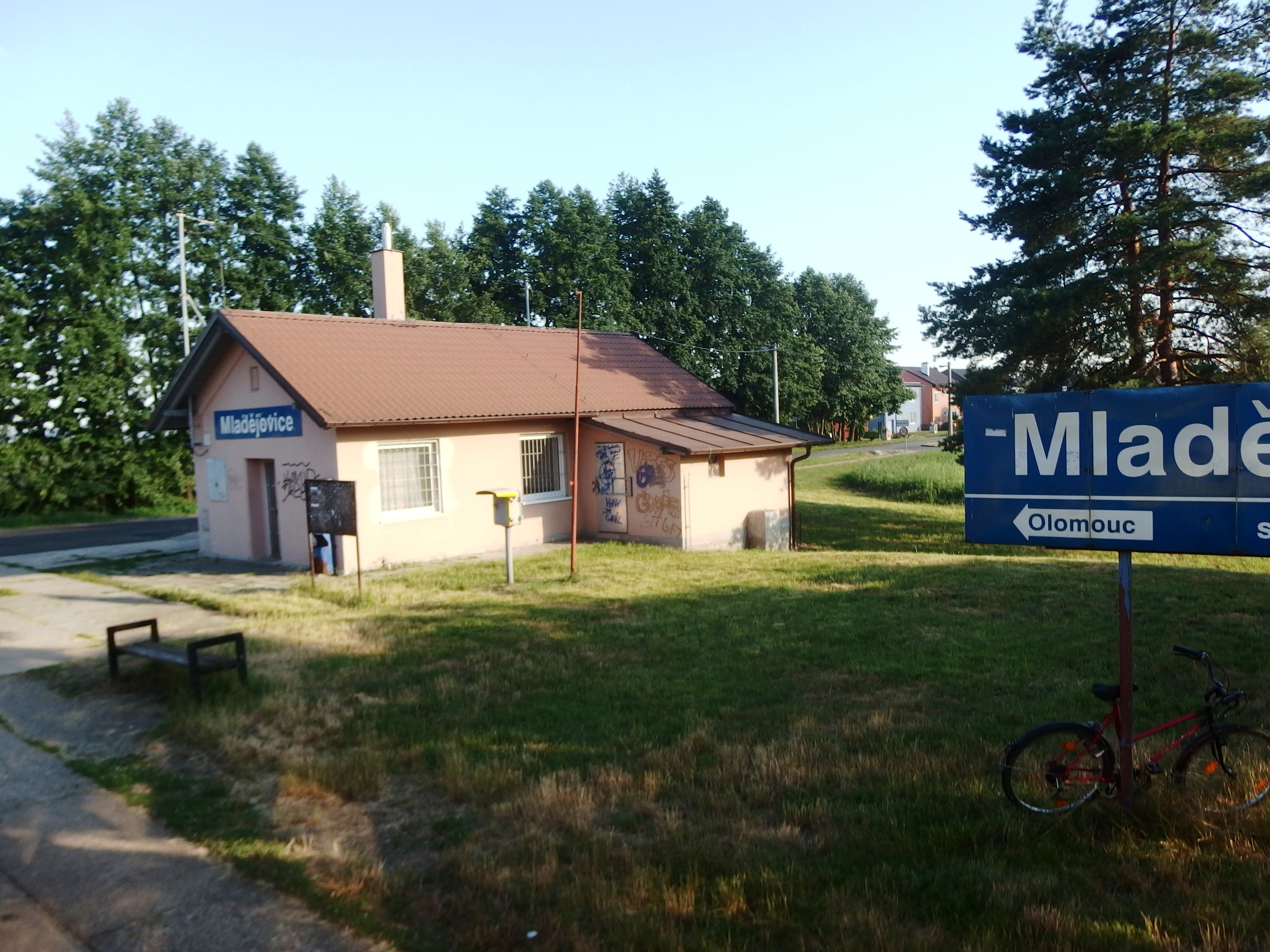
Mladějovice
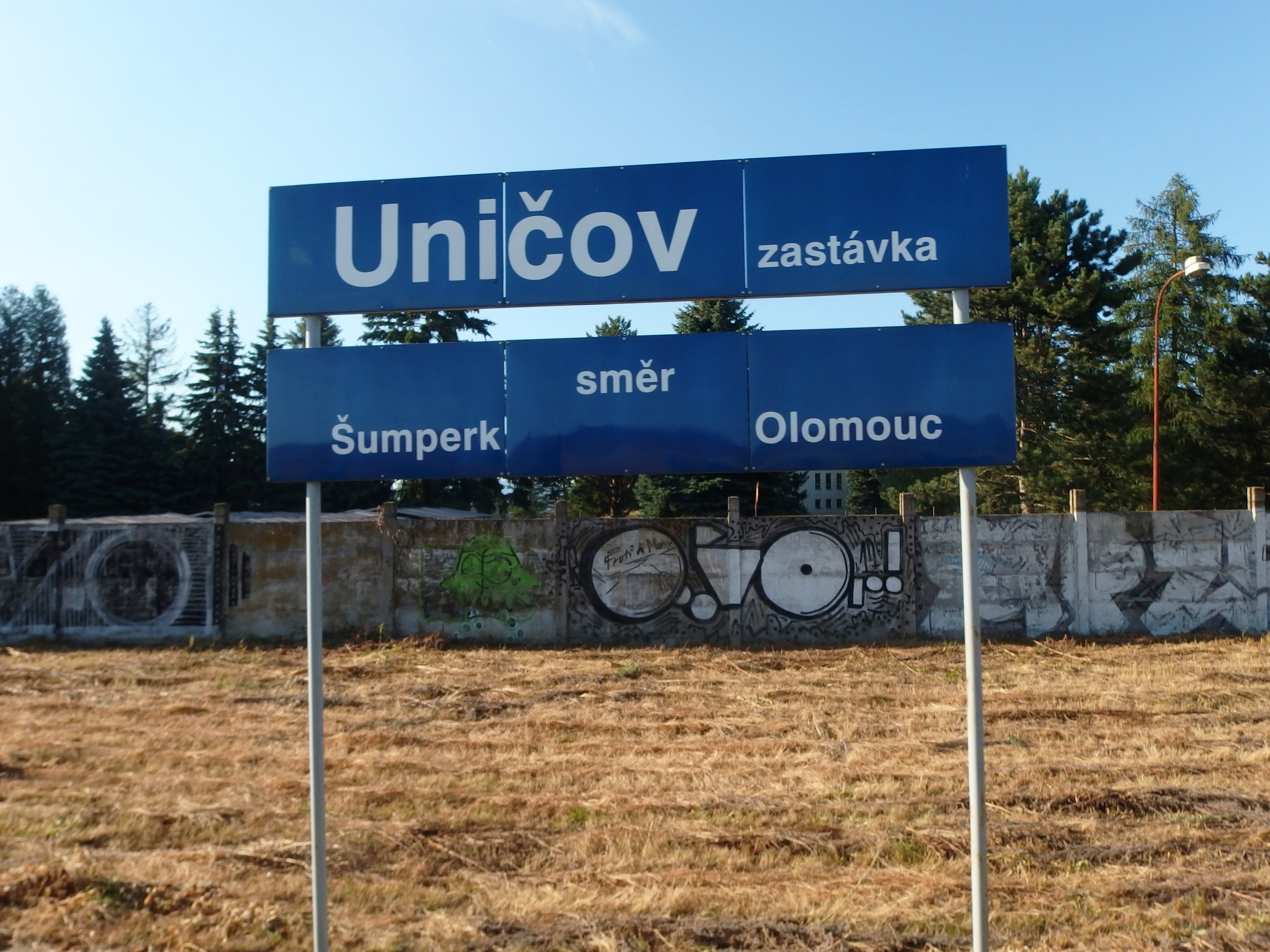
Uničov zastávka
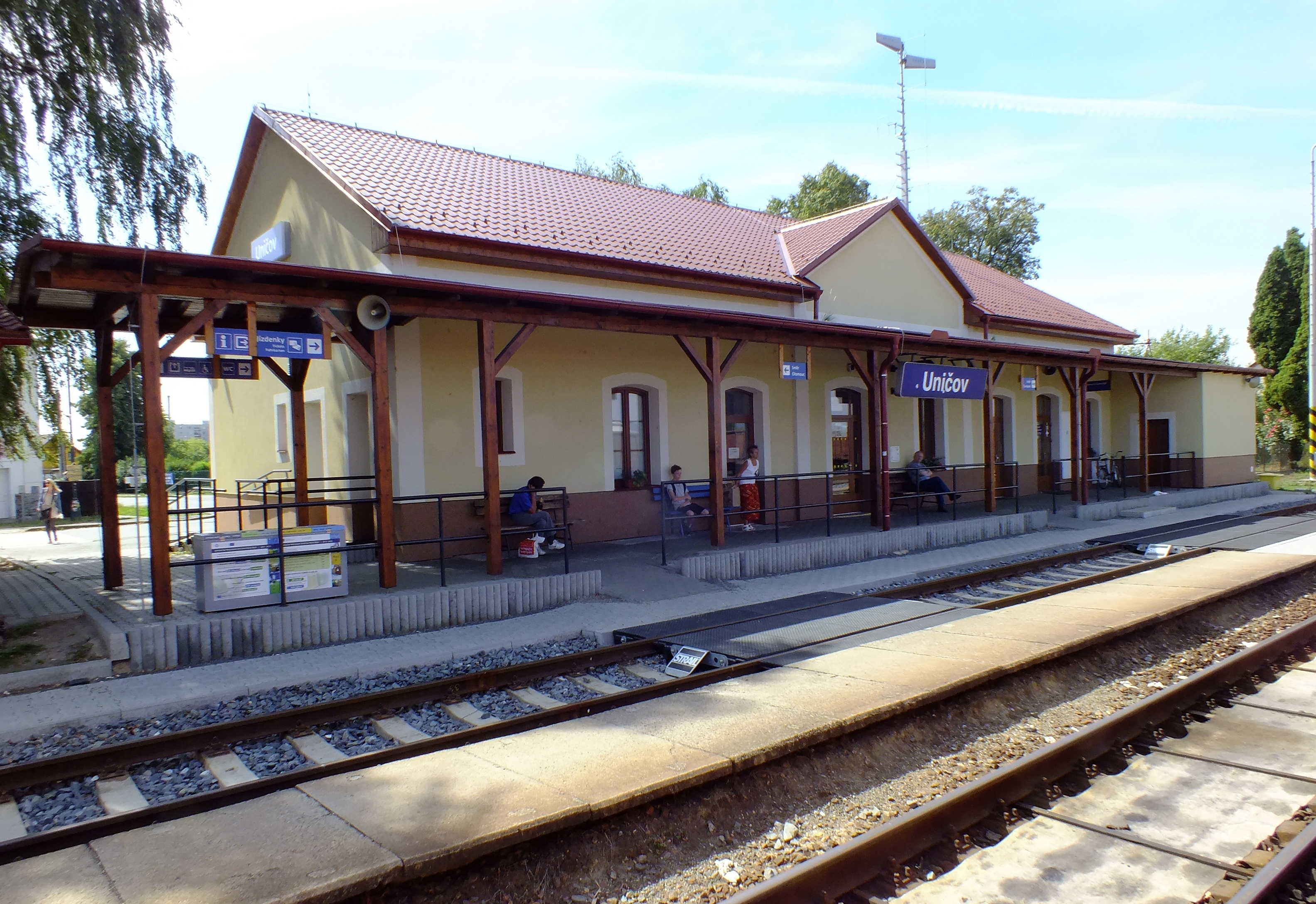
Uničov
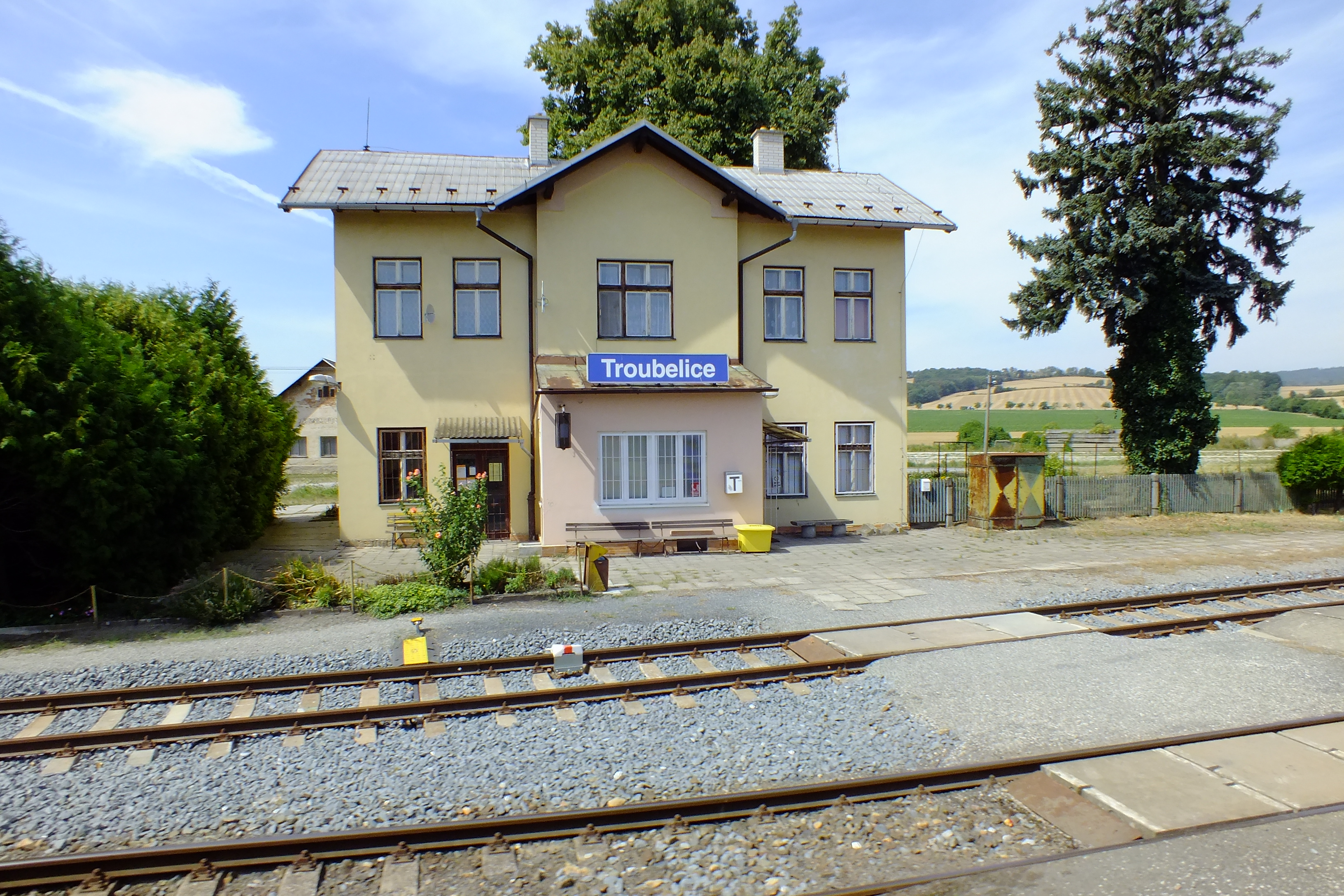
Troubelice (bývalá stanice)
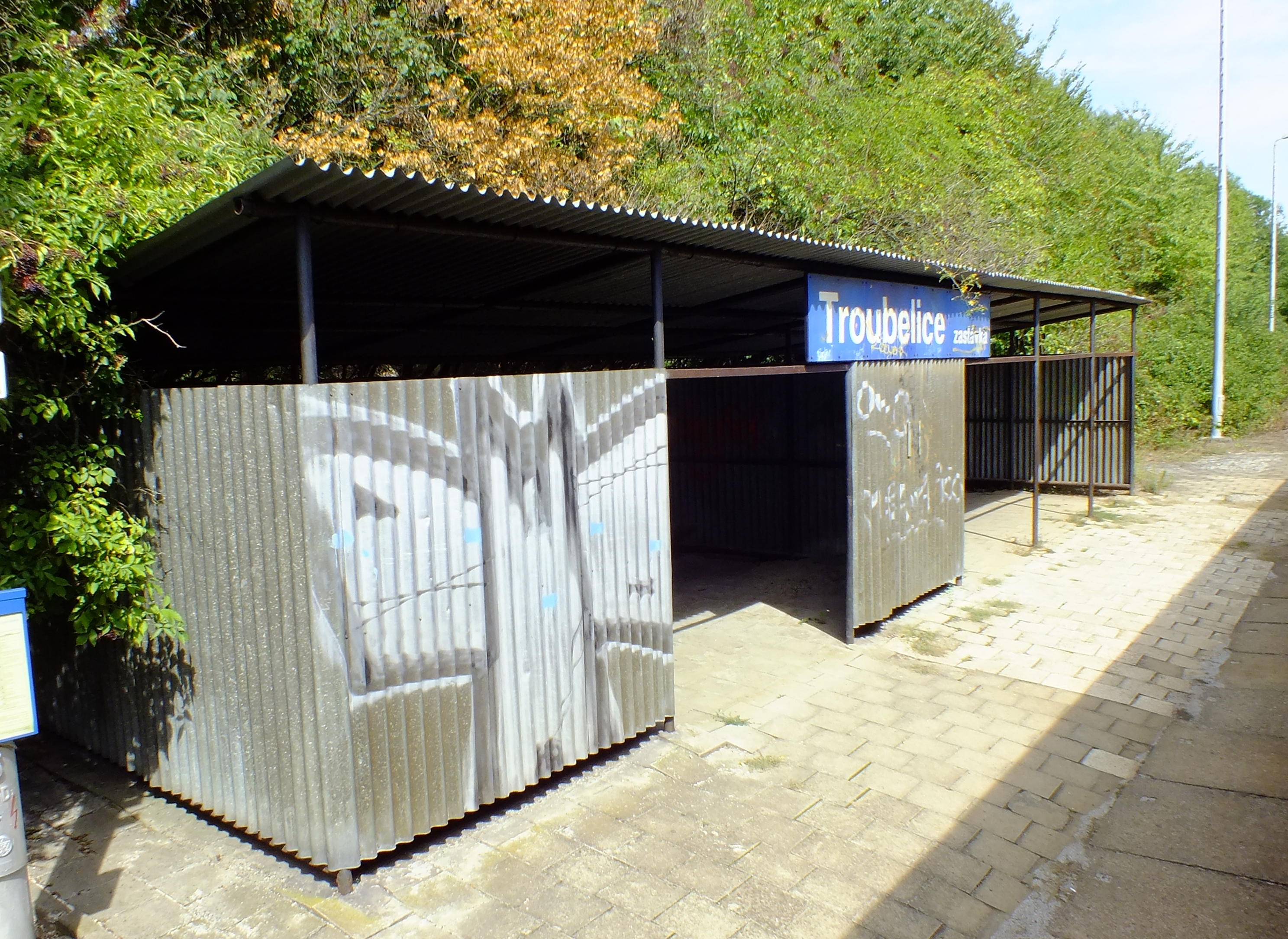
Troubelice zastávka
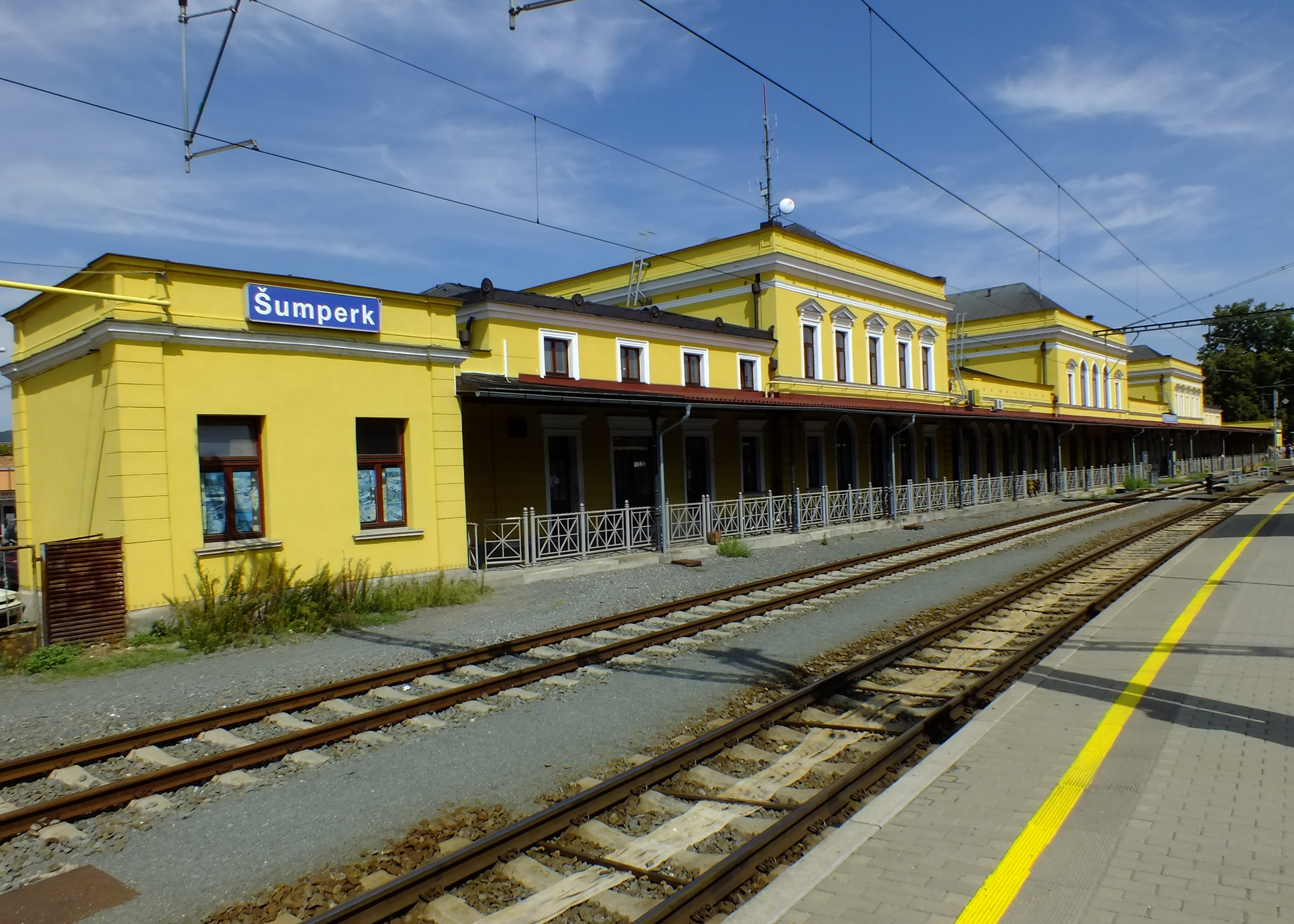
Šumperk

## Navazující tratě

### Olomouc hlavní nádraží
- Trať 270 Česká Třebová – Olomouc – Přerov
- Trať 301 Olomouc – Prostějov – Nezamyslice
- Trať 309 Olomouc – Senice na Hané (– Drahanovice)
- Trať 310 Olomouc – Krnov – Opava východ

### Šumperk
- Trať 291:
  - Šumperk – Zábřeh na Moravě
  - Šumperk – Petrov na Desnou – Kouty nad Desnou / Sobotín
- Trať 292 Šumperk – Jeseník – Głuchołazy – Krnov